# Chengdeit
Chengdeit ist ein sehr selten vorkommendes Mineral aus der Mineralklasse der „Elemente (einschließlich natürliche Legierungen, intermetallische Verbindungen, Carbide, Nitride, Phosphide und Silicide)“ mit der chemischen Zusammensetzung Ir3Fe und ist damit chemisch gesehen eine natürliche Legierung aus Iridium und Eisen im Verhältnis 3 : 1.
Chengdeit kristallisiert im kubischen Kristallsystem, konnte jedoch bisher nur in Form körniger Aggregate bis etwa 0,5 mm Größe entdeckt werden. Das Mineral ist in jeder Form undurchsichtig (opak) und zeigt auf den Oberflächen der stahlschwarzen Körner einen deutlichen Metallglanz. Auch die Strichfarbe von Chengdeit ist schwarz.
Im Auflichtmikroskop zeigt das Mineral eine kräftige weiße Farbe mit einem gelblichen Stich.

## Etymologie und Geschichte
Erstmals entdeckt wurde Chendeit in der Cr-PGE-Lagerstätte Gaositai im Kreis Chengde in der chinesischen Provinz Hebei. Die Erstbeschreibung erfolgte 1995 durch Zuxiang Yu, der das Mineral nach seiner Typlokalität benannte.
Typmaterial, das heißt Mineralproben aus dessen Typlokalität, werden im Chinesischen geologischen Museum in Peking aufbewahrt.

## Klassifikation
Die strukturelle Klassifikation der International Mineralogical Association (IMA) zählt den Chengdeit zur Gruppe der nicht stöchiometrischen Einfachperowskite mit unbesetzter B-Position in der Perowskit-Supergruppe. Hier bildet er zusammen mit Auricuprid, Tomamaeit, Atokit, Awaruit, Olgafrankit, Sidorovit, Isoferroplatin, Rustenburgit, Yixunit und Zvyagintsevit die Auricuprid-Untergruppe.
In der veralteten 8. Auflage der Mineralsystematik nach Strunz war der Chengdeit noch nicht aufgeführt.
In der zuletzt 2018 überarbeiteten Lapis-Systematik nach Stefan Weiß, die formal auf der alten Systematik von Karl Hugo Strunz in der 8. Auflage basiert, erhielt das Mineral die System- und Mineralnummer I/A.15-005. Dies entspricht der Klasse der „Elemente“ und dort der Abteilung „Metalle und intermetallische Verbindungen“, wo Chengdeit zusammen mit Bortnikovit, Ferronickelplatin, Isoferroplatin, Nielsenit, Tetraferroplatin und Tulameenit eine unbenannte Gruppe mit der Systemnummer I/A.15 bildet.
Die von der International Mineralogical Association (IMA) zuletzt 2009 aktualisierte 9. Auflage der Strunz’schen Mineralsystematik ordnet den Chengdeit in die Klasse der „Elemente“ und dort in die Abteilung „Metalle und intermetallische Verbindungen“ ein. Hier ist das Mineral in der Unterabteilung „PGE-Metall-Legierungen“ zu finden, wo es zusammen mit Isoferroplatin die „Isoferroplatin-Gruppe“ mit der Systemnummer 1.AG.35 bildet.
In der vorwiegend im englischen Sprachraum gebräuchlichen Systematik der Minerale nach Dana hat Chengdeit die System- und Mineralnummer 01.02.05.05. Das entspricht der Klasse der „Elemente“ und dort der Abteilung „Elemente“. Hier findet er sich innerhalb der Unterabteilung „Elemente: Platingruppenmetalle und -legierungen“ in der „Isoferroplatingruppe (Raumgruppe Pm3m)“, in der auch Isoferroplatin, Rustenburgit, Atokit, Zvyagintsevit und Yixunit eingeordnet sind.

## Kristallstruktur
Chengdeit kristallisiert kubisch in der Raumgruppe Pm3m (Raumgruppen-Nr. 221) mit dem Gitterparameter a = 3,79 Å sowie einer Formeleinheit pro Elementarzelle.

## Bildung und Fundorte
Chendeit bildet sich in Chromiterzen in ultramafischen Gesteinen. Von dort wird das Mineral durch Verwitterung herausgelöst und zu den entsprechenden Seifenlagerstätten transportiert. Als Begleitminerale treten neben Chromit unter anderem noch Erlichmanit, Galenit, Gaotaiit, gediegen Gold, Inaglyit, Irarsit, Isoferroplatin, Laurit, Magnetit, Osmiridium und eisenhaltiges gediegen Platin.
Neben seiner Typlokalität Gaositai im Kreis Chengde trat das Mineral in China nur noch in einer nahe gelegenen Seifenlagerstätte am Fluss Wulie auf. Der bisher einzige weitere bekannte Fundort ist eine Seifenlagerstätte am Fluss Tolovka am Ultrabasit-Massiv Ust'-Bel'skii im Koryak-Gebirge auf der Halbinsel Kamtschatka im Fernen Osten Russlands.